# Enrique Arancibia Clavel
Enrique Arancibia (* 13. Oktober 1944; † 28. April 2011) war ein chilenischer Mitarbeiter des Geheimdienstes DINA, der an der Ermordung des Generals Carlos Prats und seiner Frau 1974 im Auftrage Augusto Pinochets verantwortlich war. General Prats, war unter der Regierung Salvador Allendes Vizepräsident und später ein entschiedener Gegner des Putsches Pinochets im Jahre 1973 gewesen.

## Leben
Auch wenn es ihm nicht direkt nachgewiesen werden konnte, wurde Arancibia immer wieder mit der rechtsextremen Gruppe in Verbindung gebracht, die den Stabschef René Schneider ermordete. Schneider stand loyal zum demokratisch gewählten Salvador Allende und vertrat die Auffassung eines apolitischen Militärs. Nach Schneiders Ermordung, ging Arancibia ins Exil nach Buenos Aires, Argentinien. Dort herrschte eine faschistische Militärdiktatur und Arancibia fungierte als ein Verbindungsoffizier zwischen dem Geheimdienst DINA und der argentinischen Geheimpolizei. Seit Pinochets Putsch lebte Prats in Argentinien im Exil. Die Ermordung Prats war Teil der sogen. Operation Condor, einer Operation, deren Ziel es war, Oppositionelle zu ermorden. Das Einsatzgebiet umfasste damals fast ganz Lateinamerika. Arancibia wurde beim Mordanschlag vom CIA-Agenten Michael Townley unterstützt. Außerdem soll auch der italienische Rechtsterrorist und Geheimdienstagent Stefano Delle Chiaie daran beteiligt gewesen sein. Er sagte später gegen Townley und Arancibia aus. Der Kontakt zwischen dem Italiener und dem Chilenen wird auch durch Dokumente des FBI bestätigt.
1978, kurz nachdem Michael Townley in die USA zurückgekehrt war, wurde Arancibia von argentinischen Sicherheitskräften festgenommen und wegen Spionage angeklagt. Er wurde schließlich in Argentinien zu lebenslanger Haft wegen des Mordes an Prats verurteilt. Townley wurde wegen des Mordes an Orlando Letelier in Washington, D.C. im Jahre 1976 zu einer 10-jährigen Haftstrafe verurteilt, von der er nur 62 Monate absaß. Wegen des Mordes an Prats musste er sich nie verantworten. Arancibia wurde 2004 in Argentinien auch wegen der Entführung von Laura Elgueta verurteilt. 2007 wurde er aus technischen Gründen nach fast 20 Jahren Haft freigelassen. Im April 2011 fiel er einem Mordanschlag zum Opfer.

## Weiteres
Die Ermordung General Schneiders war unter anderem Thema des Dokumentarfilms Angeklagt: Henry Kissinger.